# Mohamed Ali Ben Romdhane
Mohamed Ali Ben Romdhane (arabe : محمد علي بن رمضان), né le 6 septembre 1999 à Tunis, est un footballeur international tunisien qui évolue au poste de milieu axial à Al Ahly SC.

## Biographie

### En club
Il joue son premier match avec l'Espérance sportive de Tunis le 8 avril 2018, contre l'Étoile sportive de Métlaoui. Son équipe gagne sur le score de 1-0 et remporte le championnat de Tunisie. Il joue son premier match en Ligue des champions de la CAF le 16 mars 2019, contre le FC Platinum au Zimbabwe (victoire de l'EST sur le score de 1-2).
Le 2 juillet 2023, il s'engage avec les Hongrois du Ferencváros TC.
Le 3 juin 2025, après deux ans en Europe, il retourne en Afrique au biais du club égyptien le plus titré, Al Ahly.

### En équipe nationale
Il dispute sa première compétition internationale lors de la coupe d'Afrique des nations 2021 au Cameroun. Le 14 novembre 2022, il est sélectionné par Jalel Kadri pour participer à la coupe du monde 2022. En décembre 2023, il est retenu dans la liste des 27 joueurs tunisiens sélectionnés par Kadri pour disputer la coupe d'Afrique des nations 2023.

## Statistiques
| Saison                | Club                  | Championnat           | Championnat | Championnat | Coupe(s) nationale(s) | Coupe(s) nationale(s) | Supercoupe | Supercoupe | Compétition(s) continentale(s) | Compétition(s) continentale(s) | Compétition(s) continentale(s) | Autres compétitions | Autres compétitions | Autres compétitions | Tunisie | Tunisie | Total | Total |
| Saison                | Club                  | Division              | M.          | B.          | M.                    | B.                    | M.         | B.         | Comp.                          | M.                             | B.                             | Comp.               | M.                  | B.                  | M.      | B.      | M.    | B.    |
| 2017-2018             | ES Tunis              | Ligue I Pro           | 2           | 0           | -                     | -                     | -          | -          | -                              | -                              | -                              | -                   | -                   | -                   | -       | -       | 2     | 0     |
| 2018-2019             | ES Tunis              | Ligue I Pro           | 9           | 0           | 1                     | 0                     | -          | -          | C1                             | 1                              | 0                              | -                   | -                   | -                   | -       | -       | 11    | 0     |
| 2019-2020             | ES Tunis              | Ligue I Pro           | 14          | 1           | 2                     | 0                     | -          | -          | C1                             | 8                              | 0                              | CMC                 | 1                   | 0                   | 3       | 0       | 28    | 1     |
| 2020-2021             | ES Tunis              | Ligue I Pro           | 23          | 5           | 1                     | 0                     | -          | -          | C1                             | 11                             | 5                              | -                   | -                   | -                   | 3       | 0       | 38    | 10    |
| 2021-2022             | ES Tunis              | Ligue I Pro           | 21          | 4           | -                     | -                     | 1          | 1          | C1                             | 9                              | 4                              | -                   | -                   | -                   | 16      | 1       | 47    | 10    |
| 2022-2023             | ES Tunis              | Ligue I Pro           | 26          | 9           | 3                     | 2                     | 1          | 0          | C1                             | 11                             | 3                              | -                   | -                   | -                   | 5       | 0       | 46    | 14    |
| Sous-total            | Sous-total            | Sous-total            | 95          | 19          | 7                     | 2                     | 2          | 1          | -                              | 40                             | 12                             | -                   | 1                   | 0                   | 27      | 1       | 172   | 35    |
| 2023-2024             | Ferencváros TC        | OTP Liga              | 23          | 2           | 4                     | 0                     | -          | -          | C1+C4                          | 1+12                           | 0+0                            | -                   | -                   | -                   | 12      | 1       | 52    | 3     |
| 2024-2025             | Ferencváros TC        | OTP Liga              | 21          | 3           | 3                     | 1                     | -          | -          | C1+C3                          | 2+9                            | 0+2                            | -                   | -                   | -                   | 7       | 1       | 42    | 7     |
| Sous-total            | Sous-total            | Sous-total            | 44          | 5           | 7                     | 1                     | 0          | 0          | -                              | 24                             | 2                              | -                   | 0                   | 0                   | 19      | 2       | 94    | 10    |
| 2024-2025             | Al Ahly SC            | EPL                   | 2           | 0           | -                     | -                     | -          | -          | -                              | -                              | -                              | CMC                 | 3                   | 1                   | -       | -       | 5     | 1     |
| Total sur la carrière | Total sur la carrière | Total sur la carrière | 141         | 24          | 14                    | 3                     | 2          | 1          | -                              | 64                             | 14                             | -                   | 4                   | 1                   | 46      | 3       | 271   | 46    |

## Palmarès

### En club
| ES Tunis (6) - Championnat de Tunisie (5) - Champion en 2018, 2019, 2020, 2021 et 2022 - Supercoupe de Tunisie (1) - Vainqueur en 2022 - Finaliste en 2021 - Coupe de Tunisie - Finaliste en 2023 Ferencváros TC (1) - Championnat de Hongrie (1) - Champion en 2023-2024 - Coupe de Hongrie - Finaliste en 2024 et 2025 |

### En sélection
| Tunisie (1) - Coupe Kirin (1) - Vainqueur en 2022 |